# Alocoderus turbatus
Alocoderus turbatus är en skalbaggsart som beskrevs av Baudi 1870. Alocoderus turbatus ingår i släktet Alocoderus och familjen Aphodiidae. Inga underarter finns listade i Catalogue of Life.